# Enoplolaimus vulgaris
Enoplolaimus vulgaris is een rondwormensoort uit de familie van de Thoracostomopsidae. De wetenschappelijke naam van de soort is voor het eerst geldig gepubliceerd in 1893 door De Man. De soort komt voor in zeewater en brakwater.